# Igreja Paroquial de Aborim
A Igreja Paroquial de Aborim é uma igreja na freguesia de Aborim, município de Barcelos, Portugal. É desconhecida a data da sua construção, pesa-se que em 1768 foram feitas grandes obras, pois é esta a data que se encontra na sua fachada. 
“No interior do templo existem elementos que remetem para uma primitiva construção que foi sendo renovada e reestruturada. Estão neste caso a pia baptismal oitavada de filiação seiscentista e um púlpito de pedra datado de 1653, com pintura marmoreada de inícios do séc. XX”. Mas de qualquer das formas este templo terá sido sempre de uma única nave, com capela-mor e arco-cruzeiro. “É um edifício baixo, acachapado, com predomínio de estilo barroco”, sendo “uma construção de planta rectangular, voltada a Poente, com capela-mor destacada do corpo central. … Pintada de branco, com cunhais, cornijas e empenas em granito relevado, a fachada principal oferece, contudo a apreciação de alguns elementos do séc. XVIII, caso do portal de arco abatido, moldurado, ondulado, com ombreiras rematadas por volutas. A frontaria está ainda decorada com óculo central quadrilobado e frontão triangular onde pontifica uma cruz florenciada do séc. XIX. Nos ângulos, a igreja é rematada com pináculos triangulares.” 1
“Ao lado direito da fachada ergue-se um pequeno torreão para dois sinos. … Deste mesmo lado direito estão a sacristia e a casa de arrecadação, abrindo-se entre as duas a porta travessa.
Em frente a esta porta foi construído um pequeno átrio coberto, tendo no pavimento a data de 1931.”
Altura em que “Os telhados do templo foram … reformados, sendo substituída a bela telha romana pela inestética telha francesa.
Dentro a capela-mor é forrada a madeira pintada, o pavimento em pedra e o altar e tribuna em talha antiga.
O Corpo da Igreja é forrado também a madeira pintada, com vários quadros onde estão representados a Fé, a Esperança e a Caridade, e no centro a imagem do padroeiro São Martinho. 
Os seus dois altares laterais são em talha moderna … o pavimento é ainda em taburnos, o baptistério  e o coro com balaustrada  antiga.”  
Na década de 1950, foi colocado um soalho de eucalipto e, em 1968, foi feita a sua electrificação. 
Mais tarde o templo recebeu uma nova intervenção levando à substituição do cimento por granito desaparecendo assim a data nele gravado e o tecto foi forrado com madeira nova, envernizada, perdendo-se no tempo as imagens nele pintadas, dando origem a uma outra sobre o altar-mor.
Recentemente foi substituído o soalho por um piso mais digno aproveitando a altura para retirar os taburnos que se encontravam debaixo dele. 
“Ao lado direito do templo e separado deste pelo adro está a residência paroquial, edifício modesto e sem pretensão a grandes comodidades.”
Em tempos passados numa altura em que todas as pessoas se deslocavam a pé para a igreja, estas seguiam por carreiros e atalhos pelo meio de campos a fim de encurtar distâncias. Num desses percursos encontrasse uma pequena ponte, sobre o ribeiro que corta ao meio a freguesia. Esta é constituída por uma só pedra, em granito desgastada pelo uso durante o longuíssimo período de tempo em que as pessoas passavam normalmente por aqui. 
Em 1952 foi construído na junção de alguns destes percursos o chamado Escadório da Vinha, por se encontrar junto à casa da vinha, com a finalidade de facilitar o acesso à Igreja.